# Diocesi di Adada
La diocesi di Adada (in latino Dioecesis Adadensis) è una sede soppressa e sede titolare della Chiesa cattolica.

## Storia
Adada è un'antica città della Pisidia, circa 40 km a sud-est di Eğirdir e a 80 km a nord-est di Adalia, vicino al moderno villaggio di Sağrak, nel distretto di Sütçüler della provincia turca di Isparta. Fu sede di un'antica diocesi della provincia romana della Pisidia nella diocesi civile di Asia; faceva parte del patriarcato di Costantinopoli ed era suffraganea dell'arcidiocesi di Antiochia.
La diocesi è documentata nelle Notitiae Episcopatuum del patriarcato di Costantinopoli fino al XII secolo.
Sono cinque i vescovi noti di questa sede, che parteciparono ai concili ecumenici nel primo millennio: Anania al primo concilio di Costantinopoli (381), Eutropio al concilio di Calcedonia (451), Giovanni al concilio in Trullo (692), Niceforo al secondo concilio di Nicea (787) Basilio ai concili di Costantinopoli dell'869-870 e dell'879-880. Eutropio inoltre sottoscrisse nel 458 la lettera dei vescovi della Pisidia all'imperatore Leone I dopo la morte del patriarca Proterio di Alessandria. Inoltre la sigillografia ha restituito il nome di un anonimo vescovo, il cui sigillo è datato tra XI e XII secolo.
Dal XX secolo Adada è annoverata tra le sedi vescovili titolari della Chiesa cattolica; la sede è vacante dal 20 dicembre 1977.

## Cronotassi

### Vescovi greci
- Anania † (menzionato nel 381)
- Eutropio † (prima del 451 - dopo il 458)
- Giovanni † (menzionato nel 692)
- Niceforo † (menzionato nel 787)
- Basilio † (prima dell'869 - dopo l'879)
- Anonimo † (XI/XII secolo)

### Vescovi titolari
- James Downey † (8 agosto 1922 - 7 aprile 1927 deceduto)
- Alessandro Guidati † (30 aprile 1927 - 15 luglio 1929 nominato arcivescovo di Nasso, Andro, Tino e Micono)
- Jan Latyševskyj † (24 novembre 1929 - 27 novembre 1957 deceduto)
- André Pailler † (7 aprile 1960 - 19 maggio 1964 nominato arcivescovo, titolo personale, titolare di Marcelliana)
- Conrad Dubbelman, O.Praem. † (17 dicembre 1965 - 20 dicembre 1977 deceduto)